# Caviar
Le caviar (du persan خاویار xâvyâr, de خایه xâye « œuf » ; en russe : икра ikra) est un aliment gastronomique de luxe, élaboré à partir d'œufs d'esturgeon. Bien que la consommation du caviar remonte sans doute à l'Antiquité, ce sont les Byzantins qui l'importèrent dans l'Europe médiévale. Sa commercialisation connut un second essor, à l'échelle mondiale cette fois, à partir de la seconde moitié du XVIIIe siècle, la Russie devenant le principal exportateur de caviar provenant de la mer Caspienne au cours du XIXe siècle.
Parfois baptisé « l'or noir », dégusté seul ou avec une préparation, le caviar a un prix pouvant aller de 1 200 € à plus de 30 000 € le kilo pour les variétés les plus rares et recherchées, dont le caviar blanc iranien de béluga albinos almas (diamant, en russe).

## Étymologie
Le mot apparaît en français sous la forme cavyaire en 1432, puis caviat en 1552. La graphie actuelle caviar se rencontre en 1552 sous la plume de François Rabelais dans Le Quart Livre. Le terme provient du vénitien caviaro, équivalent de l'italien caviale (d'où aussi cavial chez Antoine Furetière en 1690) ; ces deux variantes sont issues du turc kavyar, qui représente lui-même un emprunt au persan خاویار / khāviār signifiant littéralement « porteur d'œufs ». Le mot français caviar est quant à lui à l'origine de l'anglais caviar ou caviare, emprunté au XVIe siècle.
En 1751, l'Encyclopédie donne caviari sckari comme nom du produit commercialisé en Russie à l'époque.
On trouve également des allusions au caviar dans d'autres langues. Ainsi, Miguel de Cervantes parle de la qualité du caviar pressé dans son Don Quichotte.
À l'origine, le caviar n'était nullement un produit de choix destiné aux gourmets. Bertrandon de la Broquière, découvrant ce mets lors de son voyage en Asie mineure en 1431, rapporta dans ses écrits : « Et fu en ceste ville de Bourse où je mengeay premièrement du cavyaire avec l'uyle d'olive, lequel, quant on n'a aultre chose que mengier, ne vault gueires que pour les Grecz ».

## Histoire
Les esturgeons sont des poissons primitifs, parmi les plus anciennes races animales de l'histoire évolutive du vivant, chondrostéens du Trias (245 à 208 millions d'années), parmi les derniers survivants de l'ère des dinosaures. Plus gros des poissons d'eau douce, le béluga européen (Huso huso) peut mesurer 8 m, peser 1,3 tonne, vivre cinquante à soixante ans, et pondre à partir de l'âge de quinze à vingt ans. Leur longévité exceptionnelle inspire de nombreux mythes et légendes.

Quelques préparations de caviar
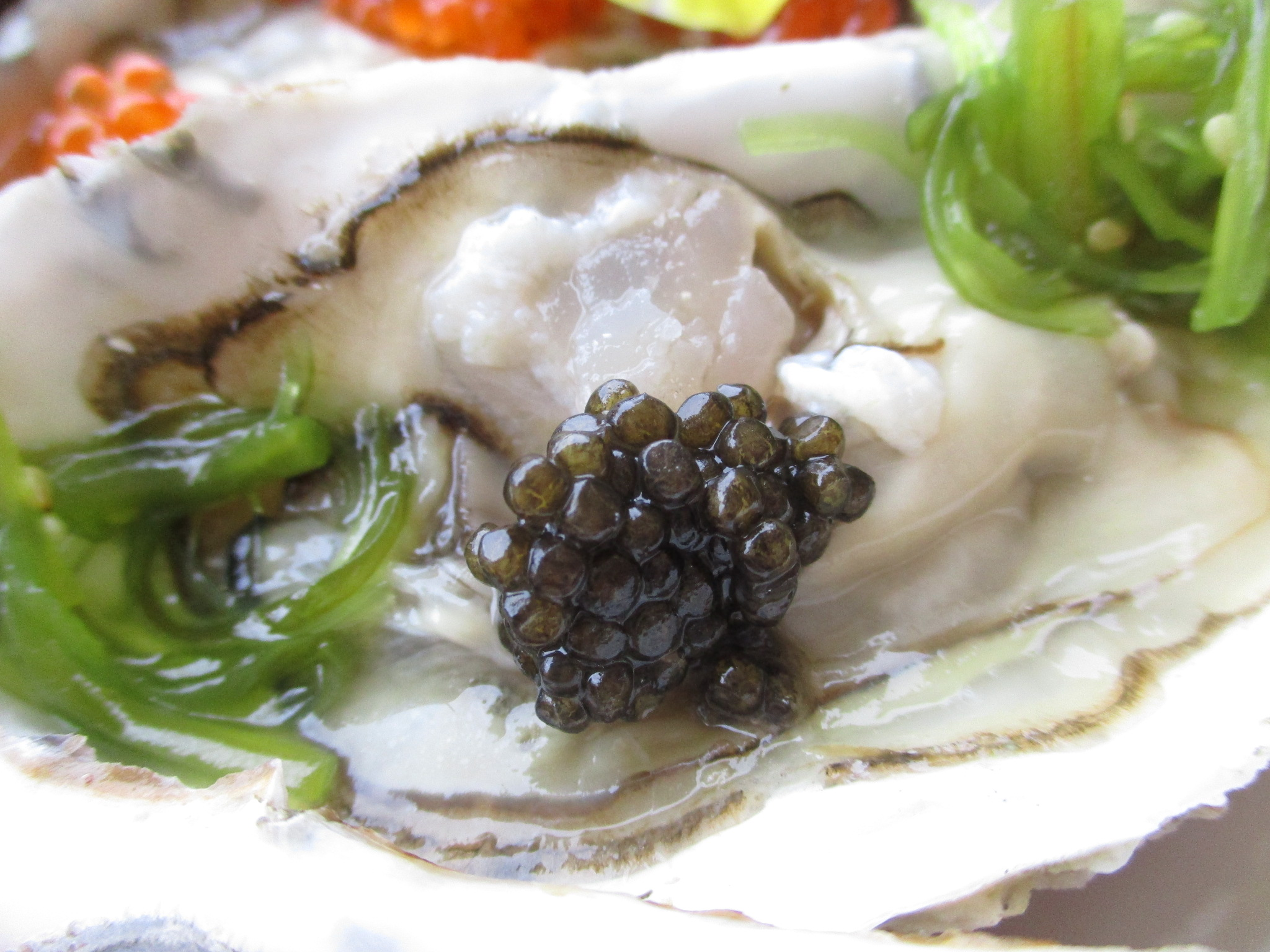
Caviar sur huître.
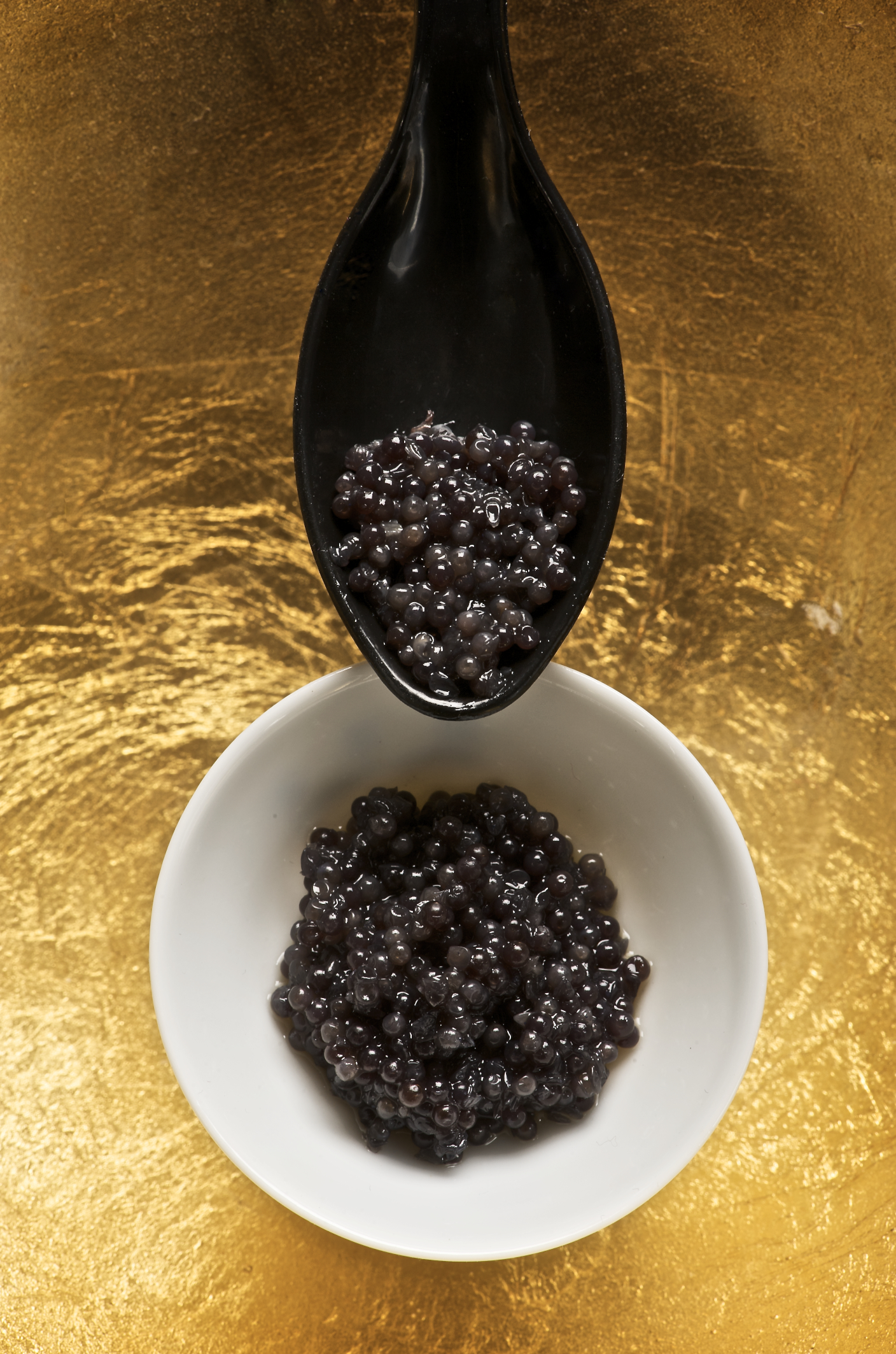
Caviar beluga.
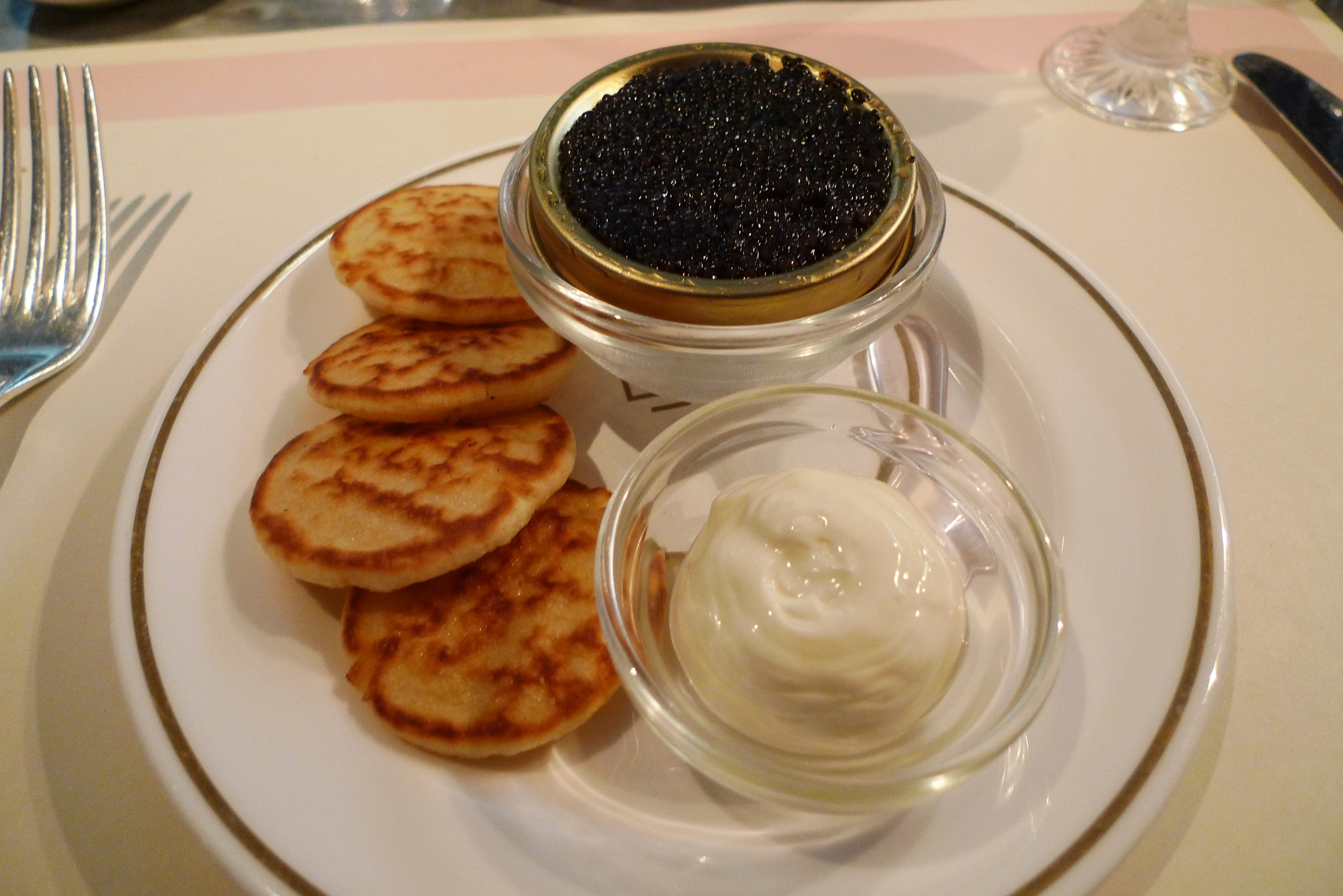
Caviar, blinis, et crème aigre.

## Types de caviar
Le caractère du caviar ne provient pas de son origine (mer Noire, mer Caspienne, élevages chinois, italiens, français ou américains), mais de l'espèce d'esturgeon qui produit les œufs. Il en existe vingt-sept dans le monde, réparties en deux familles. Les qualités organoleptiques du caviar, sa rareté et son prix dépendent quant à eux de l'espèce, mais aussi de son mode d'élevage (milieu, eau, alimentation), et de sa préparation. On distingue plusieurs catégories de produits.

Quelques esturgeons
Esturgeon Béluga - Huso Huso
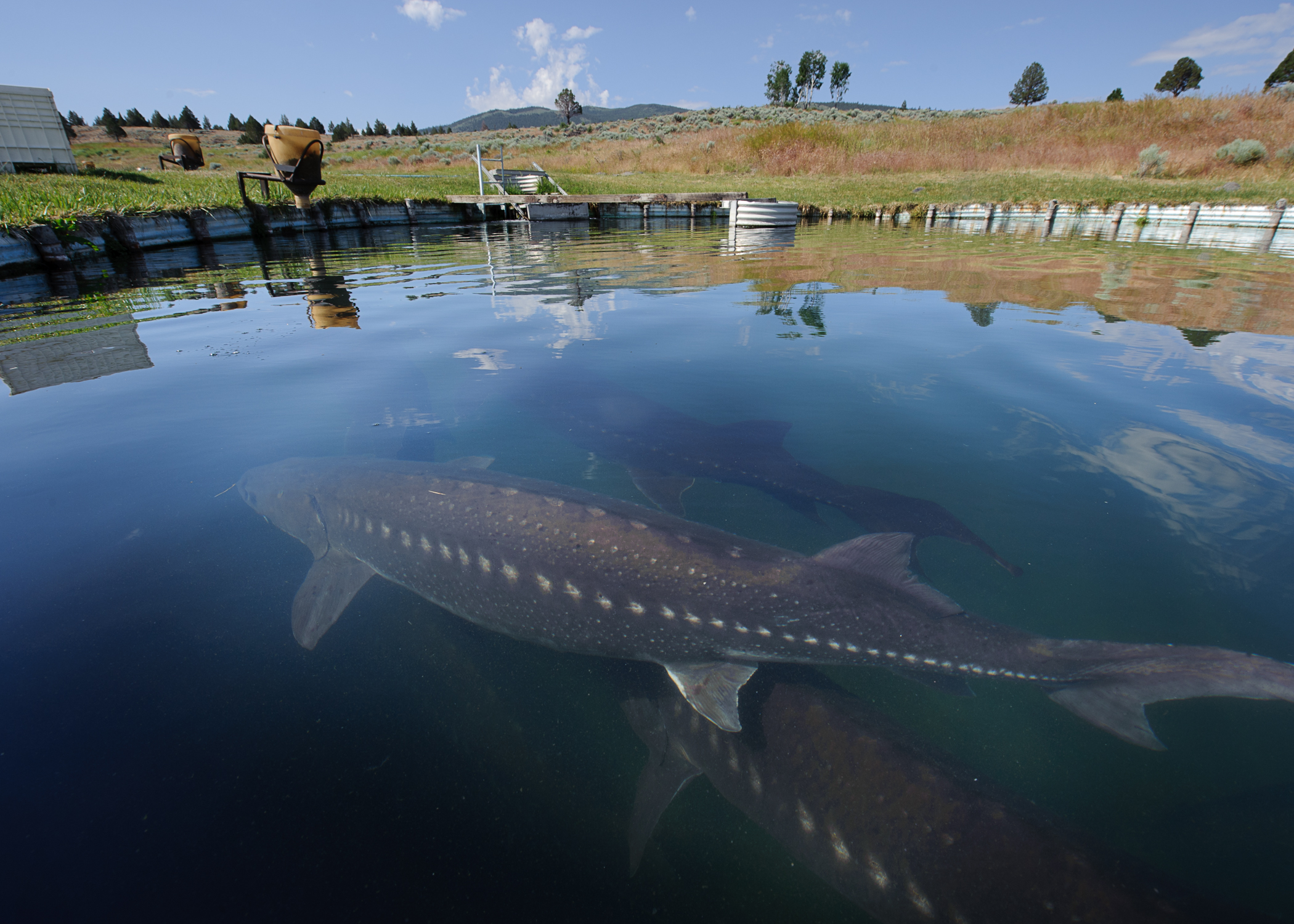
Esturgeon blanc ou Américain - Acipenser Transmontanus
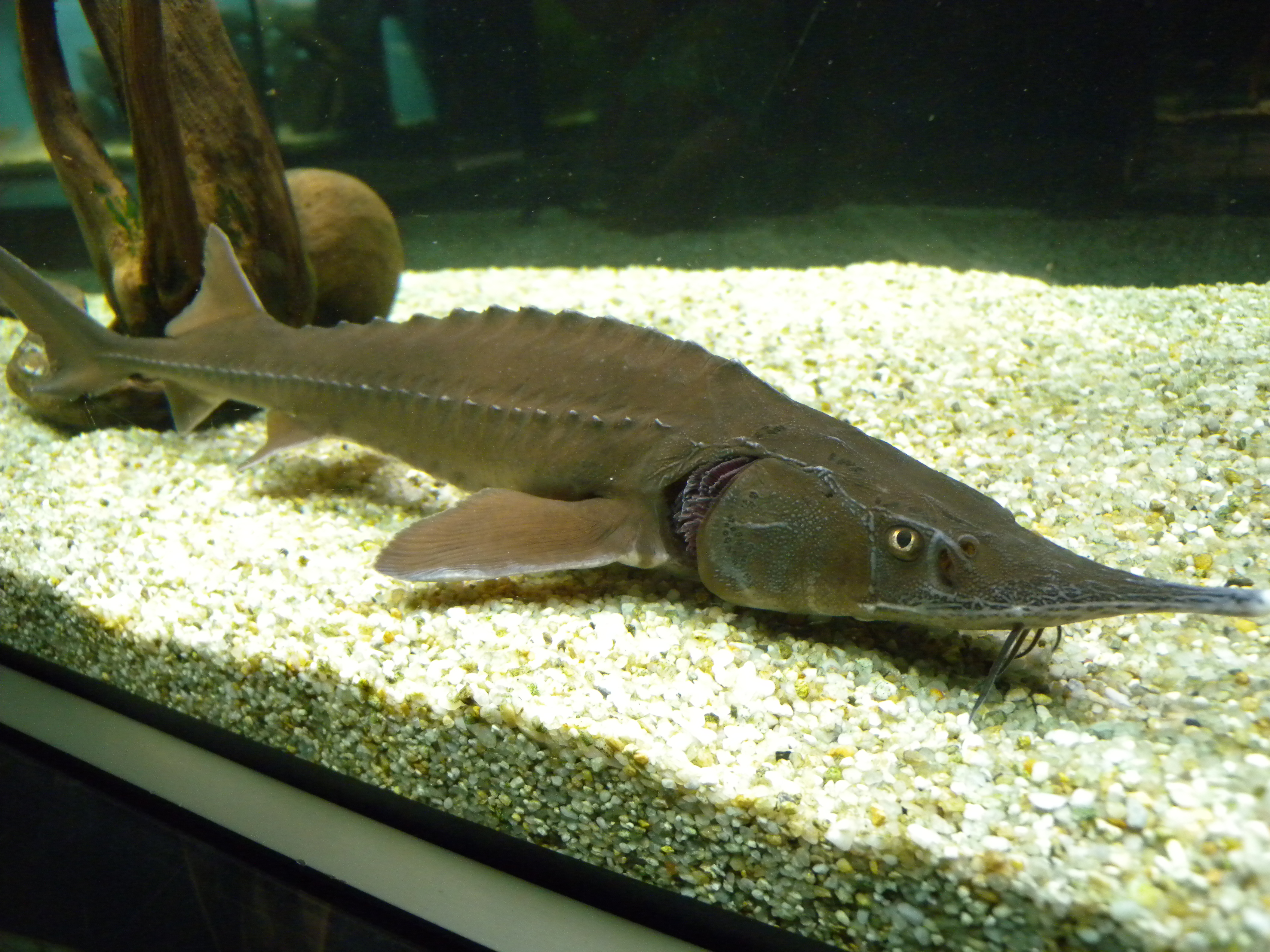
Esturgeon Sibérien - Acipenser Baerii

### Le caviar sauvage

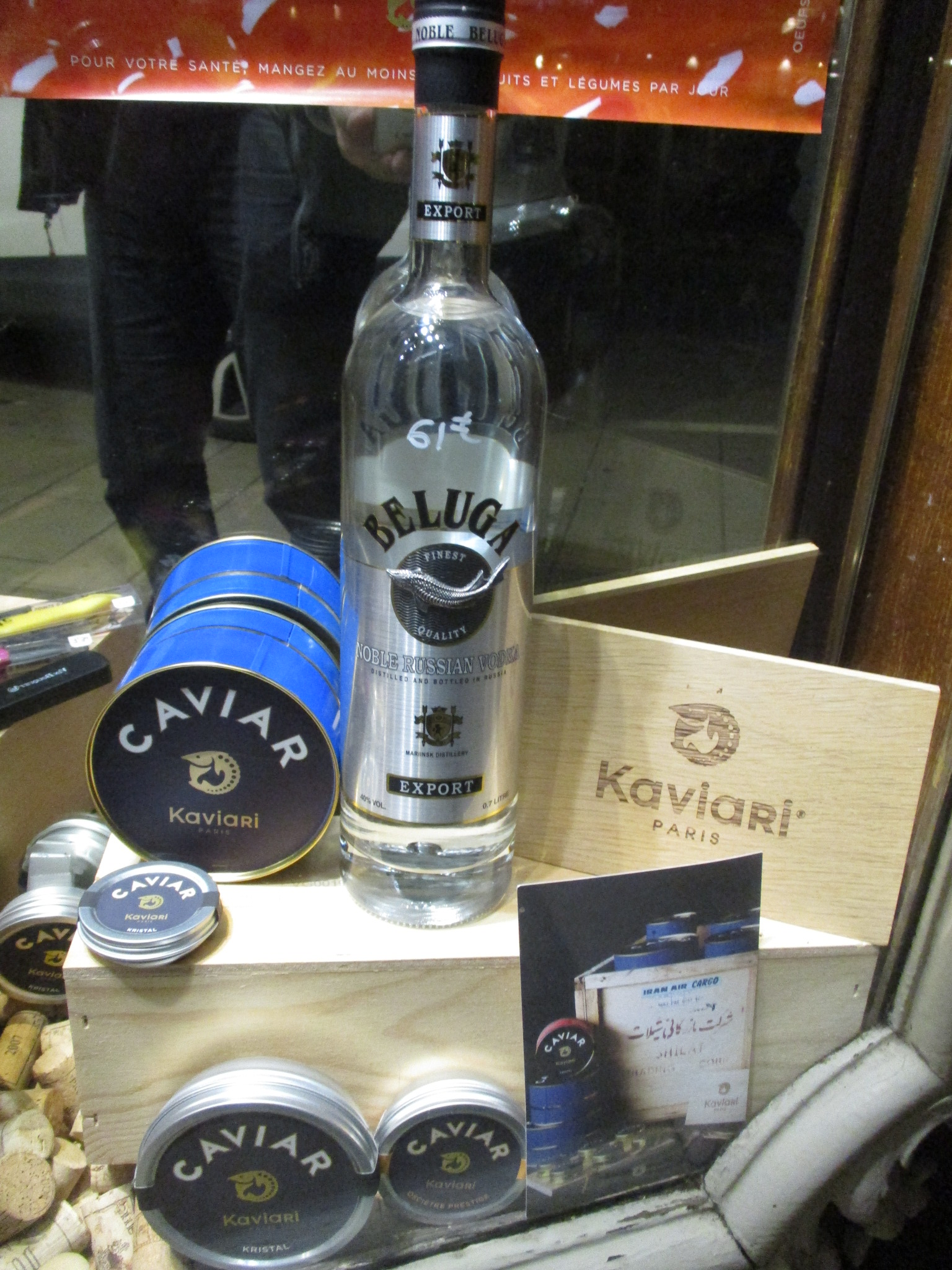
Coffret dégustation caviar et Vodka Beluga

- Le « béluga » (russe : белуга, Huso huso) : le plus gros esturgeon, qui produit les plus gros œufs et c'est le caviar le plus cher. C'est également le caviar qui présente le plus de difficultés de conservation[11]. L'« almas » (en russe : алмаз, « diamant ») est un caviar de béluga autrefois réservé au shah d'Iran. C'est un caviar blanc provenant d'esturgeons sauvages. C'est le caviar le plus cher au monde[12].
- L'« osciètre » (ou « ossiètre[13] », russe : осётр, Acipenser gueldenstaedtii, Acipenser persicus) : les œufs d'osciètre sont reconnaissables à leur couleur claire et à leur dimension : ils sont plus petits que ceux du béluga.
- Le « sevruga » (russe : севрюга, Acipenser stellatus) : c'est un esturgeon de petite taille.
- Le « sterlet » (russe : стерлядь, Acipenser ruthenus) : c'est un des plus petits esturgeons, également appelé esturgeon de Sibérie ou esturgeon du Danube. Compte tenu de sa taille, il ne fournit du caviar qu'en petite quantité.
- Le sturio (Acipenser sturio), appelé aussi esturgeon d'Europe ou esturgeon de l'Atlantique, était très présent en France et particulièrement connu en Aquitaine sous le nom de créa ou créac. Il est à l'origine de la renommée du caviar d'Aquitaine au début du XXe siècle. Variété anadrome, c'est un poisson qui vit en mer et se reproduit en eau douce.

### Le caviar d'élevage
La surexploitation des esturgeons et les mollusques invasifs en mer Noire (comme le gastéropode Rapana venosa) ont largement fait chuter la production en Roumanie et Ukraine (bouches du Danube). La dislocation de l'URSS en 1991 a pour conséquence la surexploitation désordonnée et le braconnage des esturgeons en mer Caspienne. Depuis 1998, le commerce international de toutes les espèces d'esturgeons est réglementé par la Convention sur le commerce international des espèces de faune et de flore sauvages menacées d'extinction qui les a placées dans son annexe II. Depuis lors, sur le marché international, tous les esturgeons et les produits qui en sont issus (caviar, chair, peau, etc.) doivent être couverts par un permis ou un certificat CITES. Les quotas de pêche des pays du pourtour des mers Noire et Caspienne (90 % du caviar sauvage proviennent de ces régions qui en produisaient 2 000 tonnes par an dans les années 1990) n'ayant pas été respectés, la CITES y interdit depuis 2008 l'exportation. Il en résulte le développement du caviar d'élevage qui réintroduit des espèces d'esturgeons éteintes dans leur milieu d'origine.
Aujourd’hui 40% du caviar consommé en France provient de Chine. La Chine est le premier producteur mondial (130 tonnes produites en 2019), tandis que la France est le troisième pays producteur au monde derrière l'Italie. Avec quelque 45 tonnes produites en 2019 (dont 41 en région Nouvelle-Aquitaine), les Français représentent 10% de la production mondiale,.
Les principaux caviars d'élevage actuels proviennent des espèces suivantes :
- Acipenser baerii (notes de beurre et de noisette). Originaire du lac Baïkal, cet esturgeon est donc acclimaté depuis des générations à vivre entièrement en eau douce. Il a, pour cette raison, été choisi par les chercheurs français à l'origine des recherches sur la reproduction de l'esturgeon, ensuite largement vulgarisées dans le monde. Pour la qualité reconnue de son caviar, les producteurs français ont conservé cette variété en substitution de la variété Sturio en cours de repeuplement et non encore autorisée en élevage[18].
- Acipenser transmontanus (appelé également esturgeon blanc) : c'est l'espèce majoritairement élevée aux États-Unis et en Italie.
- Acipenser gueldenstaedtii, osciètre d'élevage produit en Bulgarie, Roumanie, Chine, Israël, Uruguay et autres.
- Huso dauricus, originaire du fleuve Amour, en Mandchourie.
- Acipenser schrenckii, originaire du fleuve Amour.
- Acipenser gueldenstaedtii (« osciètre ») et Huso huso (« béluga ») sont également retrouvés dans des élevages.

## Fabrication

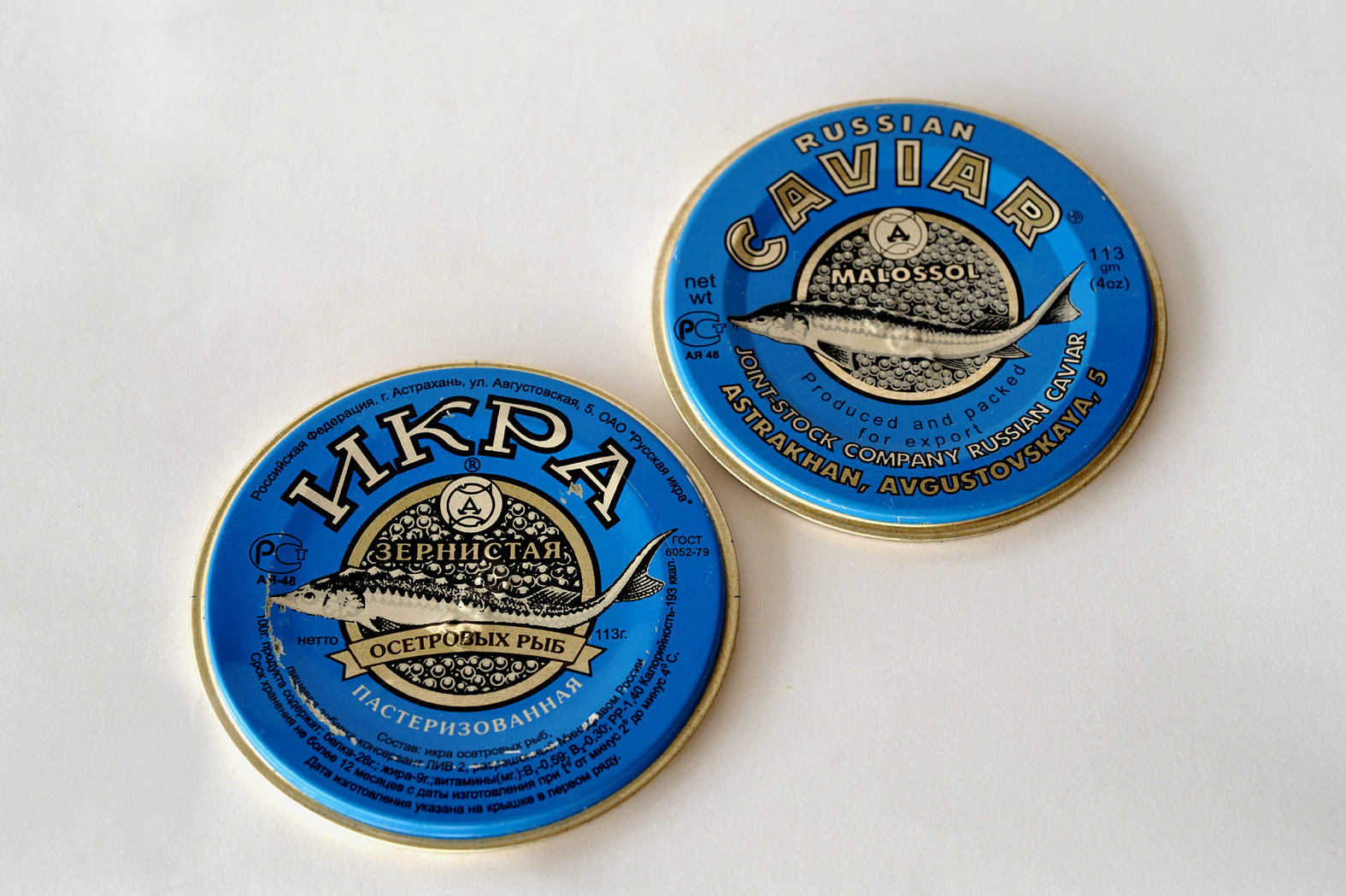
Deux boîtes de caviar russe.

La fabrication du caviar peut nécessiter jusqu'à treize opérations.
Les œufs se trouvent dans les ovaires de la femelle esturgeon : la rogue représente environ 15 à 18 % de la masse du poisson, voire 25 % pour le béluga. Avant l'extraction, l'esturgeon est tué de par saignée après avoir été assommé.
Avant de l’ouvrir, l'abdomen du poisson est lavé et brossé, ensuite on incise l’animal, l’entaille doit partir de 3 cm de l’anus jusqu’à la tête en veillant à ne pas abîmer les œufs. Les rebords de l’abdomen sont repliés sur le côté et les ovaires contenant les œufs sont retirés un à un mais il ne faut surtout pas qu’ils soient en contact avec le sang du poisson car ils pourraient être contaminés.
La rogue est tamisée, puis lavée et égouttée. Les œufs sont triés selon leur fermeté, leur grosseur et leur couleur, puis salés avant séchage et conditionnement. Le sel est un conservateur naturel et permet aussi d'en révéler les goûts. La salaison est un procédé délicat qui peut, en cas d'erreur, dénaturer le grain.
L'animal est ensuite éviscéré et sera destiné soit à la consommation alimentaire, soit à la fabrication de cosmétiques[réf. nécessaire].

## Producteurs
Durant le XIXe siècle, le caviar sauvage provenait principalement des mers Noire et Caspienne, exporté par bateau ou train en glacières spéciales l'Empire russe, de Roumanie et d'Iran, avec renouvellement de la glace en cours de route, d'où un prix prohibitif.
Des grandes maisons sont créées dans les années 1920 en France, après la révolution russe qui a lancé indirectement le caviar en France avec l'émigration russe : Prunier, Petrossian en 1920 et Kaspia en 1927. Les principales maisons en Europe à la même époque étaient Dieckmann & Hansen en Allemagne, et Petrossian en France.
Vers la fin du XXe siècle, les principaux producteurs de caviar sauvage étaient la Russie, le Kazakhstan, l'Azerbaïdjan et l'Iran, riverains de la mer Caspienne. L'Ukraine et la Roumanie en exportaient en moindre quantité, la mer Noire souffrant de la pollution et de la surpêche.
En 2000, la surexploitation des espèces productrices de caviar (les pêcheurs étant accompagnés de vedettes armées) a provoqué l'effondrement de la production de la mer Caspienne qui, en 20 ans, est passée de 1 000 tonnes de caviar par an à moins de 10 tonnes ; ce sont l'Italie puis la France qui sont devenues les principales productrices mondiales. Au XXIe siècle, le caviar est principalement produit en élevage.
La principale région productrice de caviar d'élevage de qualité dans le monde est l'Aquitaine en France, où 6 producteurs produisent 20 t de caviar et se sont associés pour l'obtention d'une indication géographique protégée (IGP) sur le Caviar d'Aquitaine. 90% de la production du caviar provient en effet de la région Aquitaine.
Les autres pays producteurs sont la Chine, la Bulgarie, l'Arabie saoudite, l'Uruguay, l'Espagne, la Belgique, Israël et Madagascar,,[source insuffisante]. Environ 90 % du caviar mondial est produit par des élevages, car l'esturgeon sauvage a disparu presque partout, à la suite de la surpêche et de la pollution.
Actuellement, le caviar sauvage est interdit d'importation en Union européenne et le seul caviar sauvage disponible en commerce en Europe est issu de la contrebande. La qualité de ce caviar sauvage n'a plus rien de comparable avec celle des marchés homologués du caviar sauvage des années 1970 à 1990.
La qualité de l'eau dans laquelle évoluent les esturgeons, en pisciculture ou en étang, est primordiale pour sa qualité organoleptique. Un environnement hydrique exempt de nitrate, de pesticide, fongicide et autres polluants largement observés dans les nappes phréatiques et zones cultivées, améliore sensiblement ses qualités gustatives et sa longueur en bouche. Depuis une vingtaine d'années, les producteurs de caviar pratiquent une phase d'affinage des esturgeons avant l'extraction des oeufs pour éviter tous les goûts parasites. Cette phase est appelée "affinage". 

## Réglementation en France et dans l'Union européenne

### Œufs d'esturgeons
En France, selon l'arrêté du 24 novembre 1962, l'utilisation du terme caviar est réservée aux seuls œufs d'esturgeon et par exception au caviar d'aubergine. Le terme de « succédané de caviar » doit être donné aux œufs de poissons autres que l'esturgeon. Les œufs d'escargots ou d'oursins sont ainsi exclus de cette définition. 
Précisons que, en France : 
- Les oeufs d'esturgeons provenant de méthodes d'ovulation peuvent être commercialisés avec la mention : Caviar issu d'oeufs ovulés
- Les oeufs d'esturgeons de la sous-famille des polyodons peuvent être commercialisés avec la mention : Caviar de Polyodon
La communication 91/C 270/02 de la Commission européenne du 15 octobre 1991 confirme cette position. Seuls deux États membres autorisent l'usage du terme « caviar » pour la désignation générique des œufs de poissons.

### Œufs d'autres espèces
Certains pays d'Europe autorisent ainsi l'usage du mot caviar pour désigner des œufs de poisson, mais dans ce cas toujours accompagné de l'espèce concernée, par exemple « caviar rouge » ou encore les succédanés de caviar suivants, le plus souvent teintés en noir ou rouge : œufs de lompe, saumon, truite, lavaret, corégone blanc, lotte (éventuellement fumés dans les pays nordiques), oursin, crabe, poissons volants (ou tobiko)…
- œuf de truite (orange)
- œufs de saumon : appelés parfois « caviar rouge » (traduction du russe красная икра), œufs de saumon de la mer de Béring ou du Kamtchatka).
- boutargue ou poutargue, œufs séchés de poissons de la famille des Mugilidae (Mulet, Mugil cephalus), appelée aussi « caviar blanc », ou « caviar de Méditerranée ».
- œufs de lump : populaires mais très éloignés en goût et en sensation du caviar, colorés en rouge ou noir. C'est un produit très bon marché.
- La consommation d'œufs d'escargot connaît un regain d'intérêt depuis 2007. Le caviar d'escargot est parfois surnommé « caviar blanc »[27].

Quelques substituts de caviar
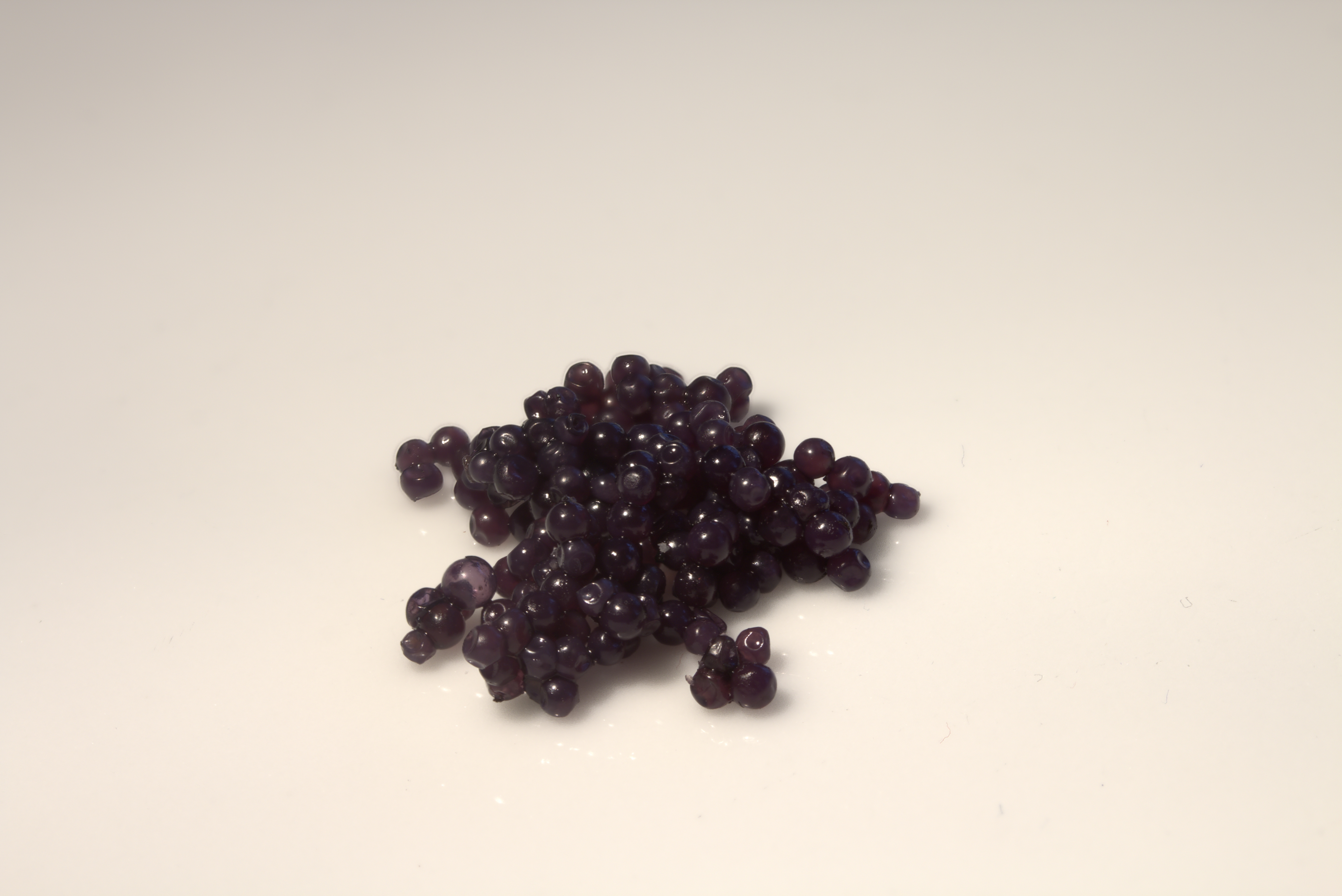
Œufs de lompe.
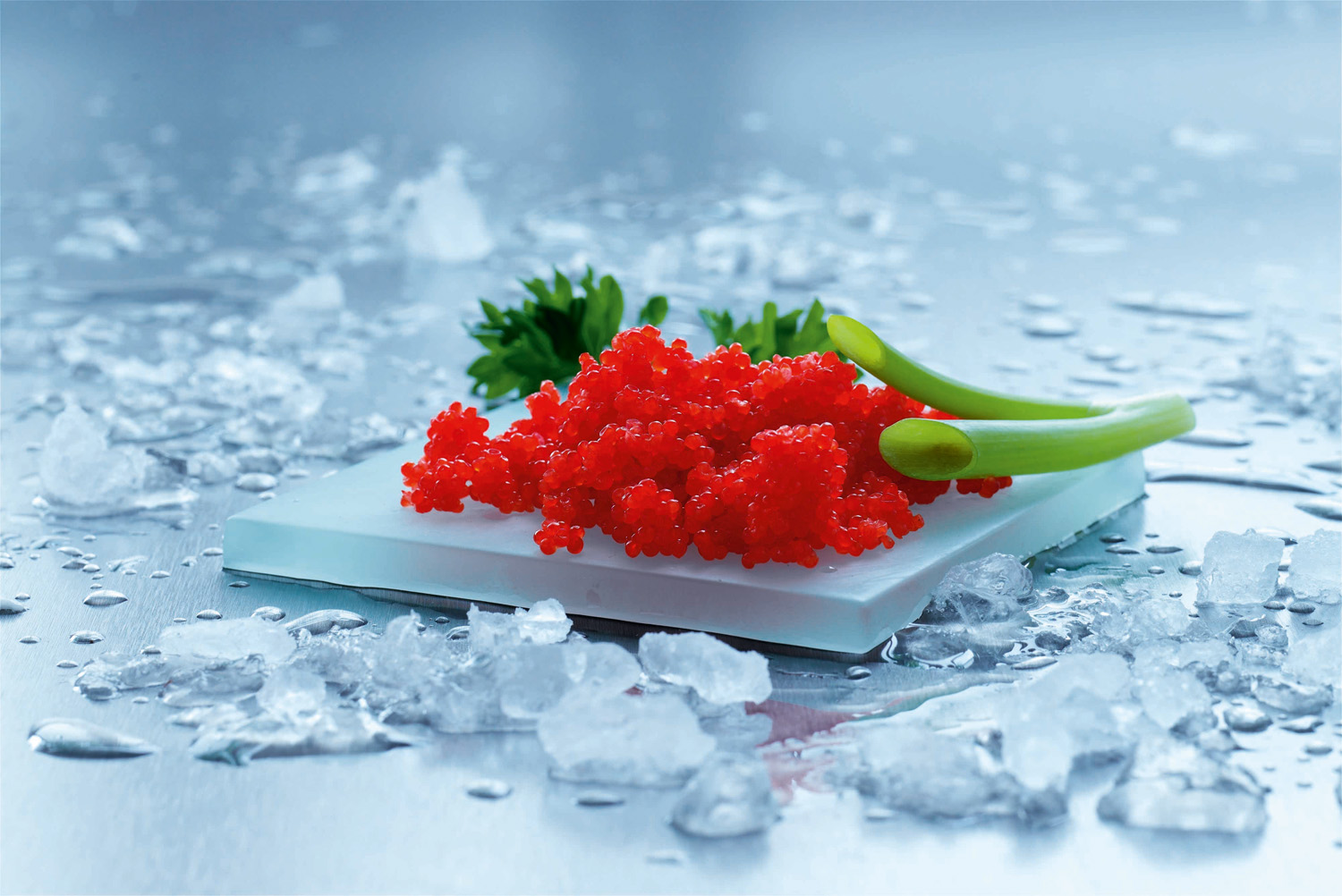
Caviar rouge.
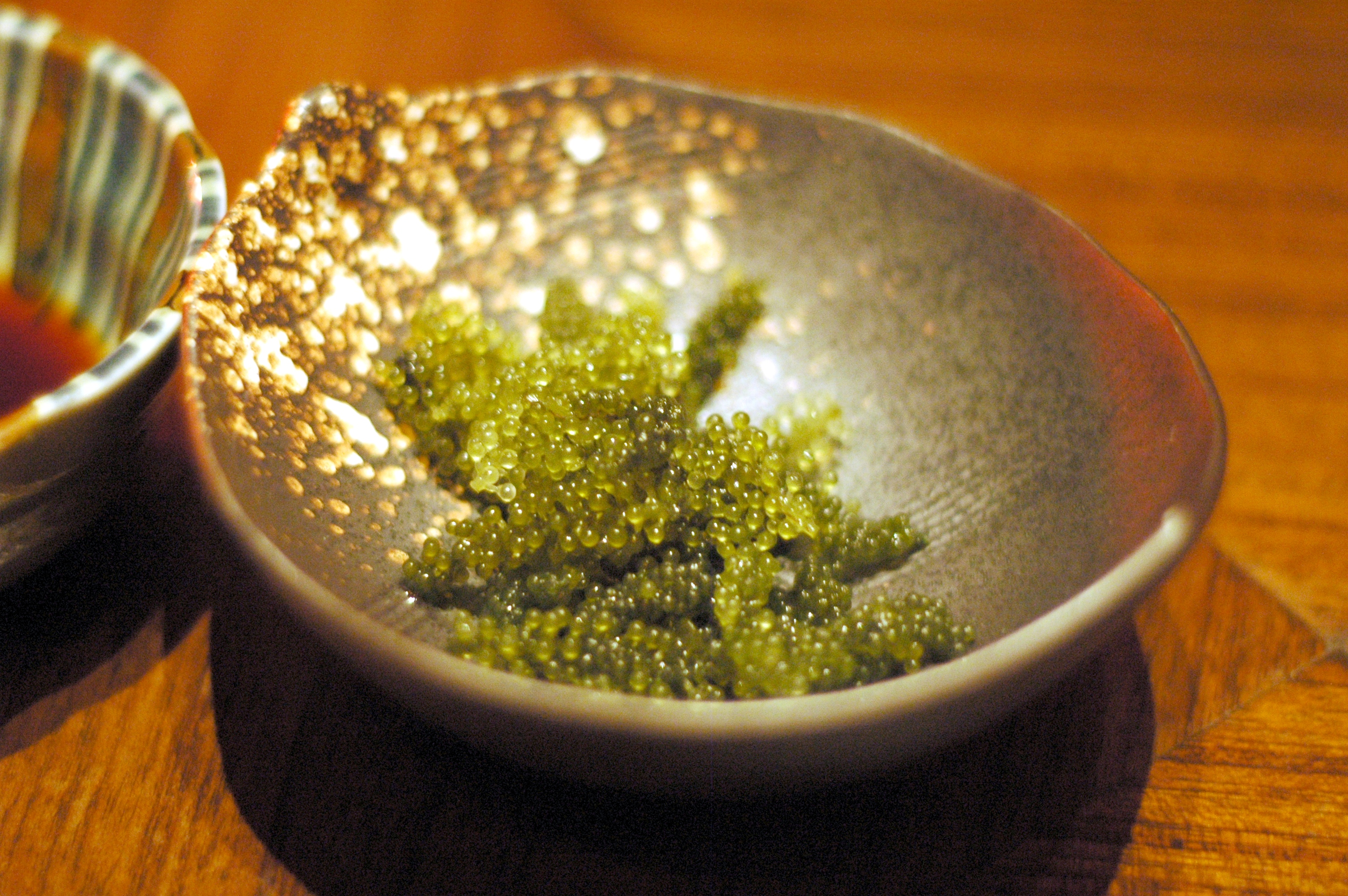
Umibudō (caviar vert, ou algue raisin de mer de la cuisine d'Okinawa).
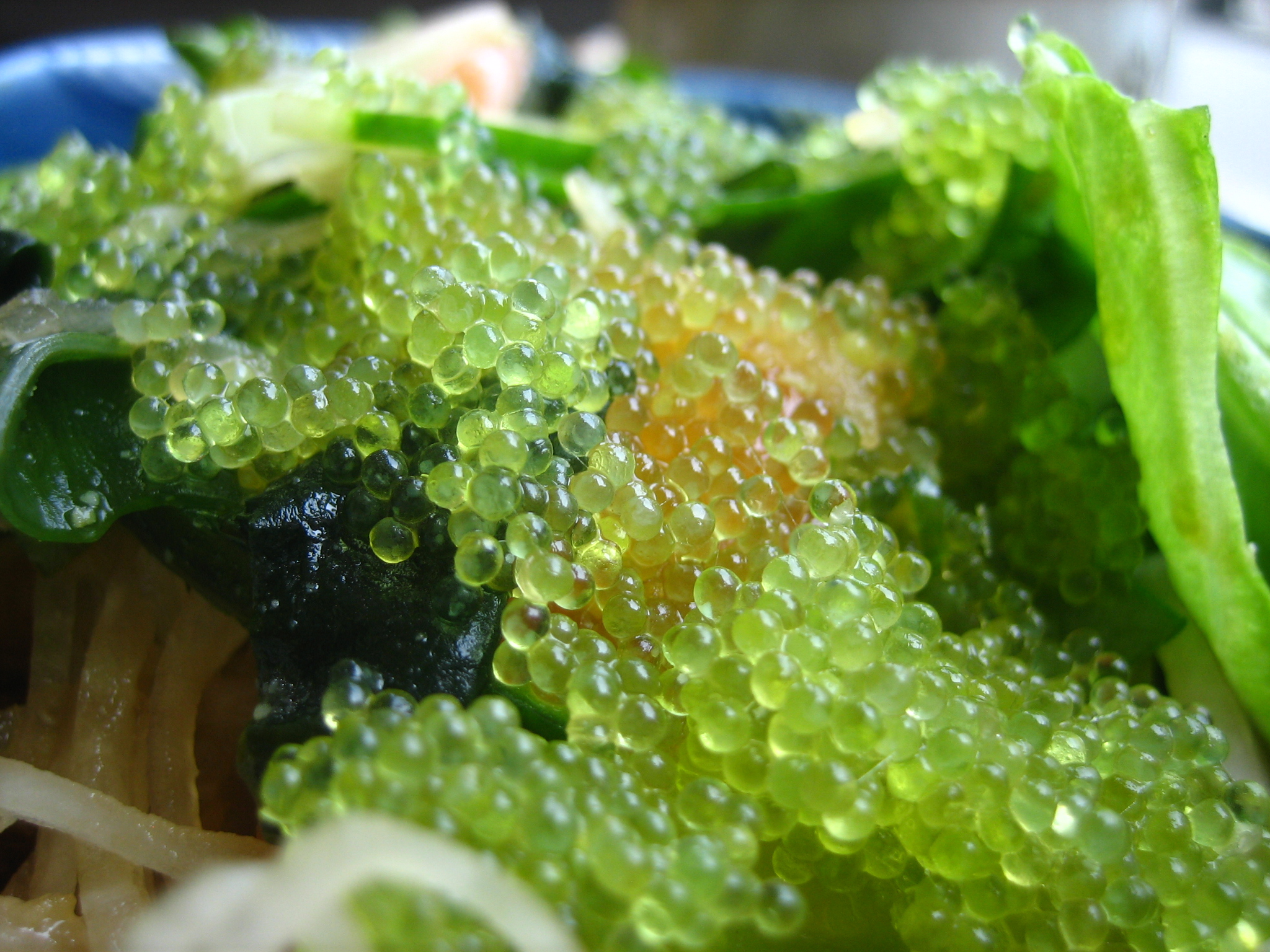
Tobiko vert.
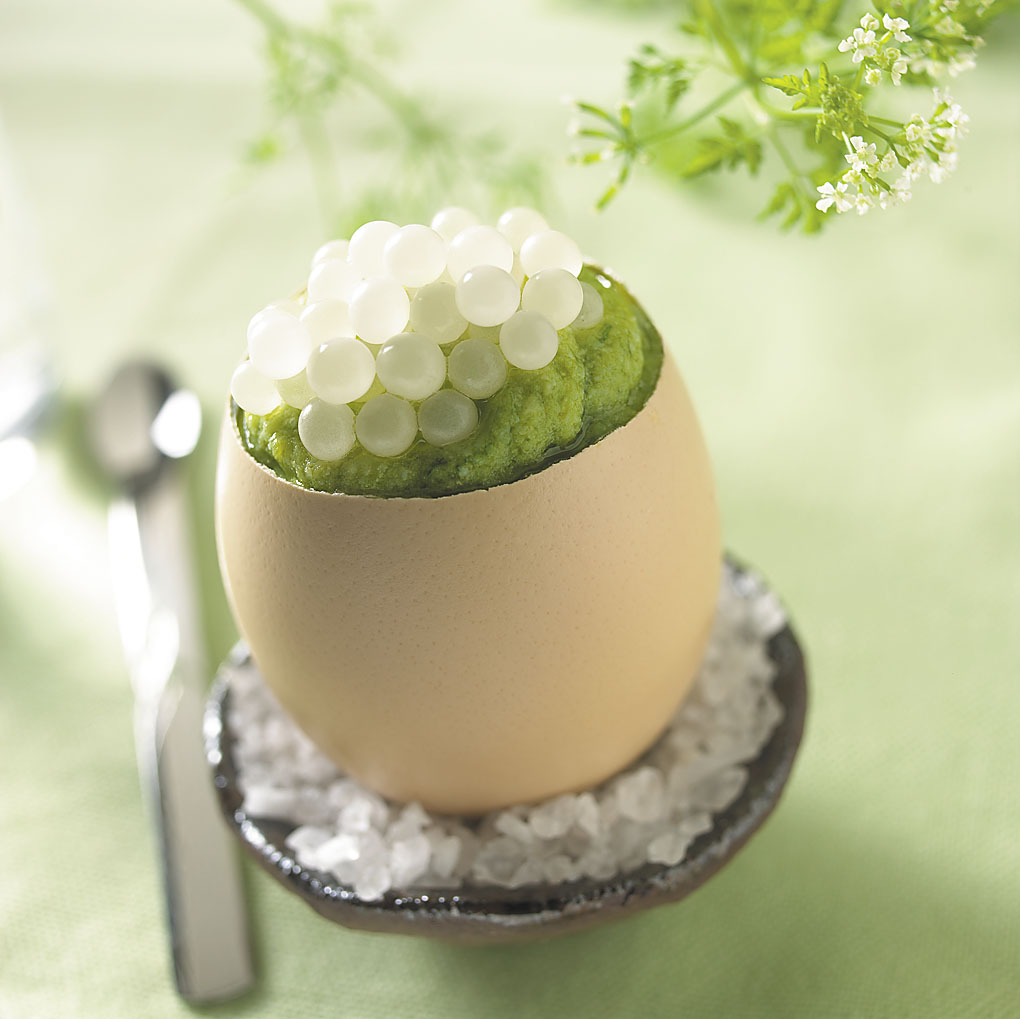
Œuf d'escargot.

### «Caviars» d'origine végétale
Le caviar d'aubergine (recette de cuisine méditerranéenne) est la seule préparation végétale pouvant porter cette dénomination qui, de par son ancienneté et sa constance, a été approuvé par avis de l'administration pour un produit d'origine végétale. Sont ainsi interdites en France les dénominations de caviar de tomates séchées, de courgette, de poivron, d'algues, etc.
Le citron caviar désigne quant à lui un agrume originaire d’Australie, Citrus australasica, en raison d’une analogie de forme et de consistance entre les vésicules juteux que contient son fruit et le caviar. Certains hybrides de Citrus australasica présentant une texture similaire sont aussi commercialisés sous le nom de citron caviar.

## Cosmétique
Certains fabricants de produits cosmétiques ajoutent du caviar dans leur produit car celui-ci serait riche en composants naturels qui favorisent la restructuration et la revitalisation de la peau. Il contient une substance nutritive appelée vitelline (du latin vita, la vie) riche en phospholipides et en phosphoprotéines, constituants essentiels des cellules.

## Expressions
La langue française possède quelques expressions utilisant le mot « caviar » :
- « Manger du caviar à la louche », c'est être extrêmement riche ;
- « Gauche caviar » est une expression à connotation péjorative désignant des personnes riches qui disent être socialistes, voire communistes ;
- « Ce n'est pas du caviar » désigne un produit ou quelque chose de pas très fin, à l'inverse « c'est du caviar » peut désigner quelque chose de parfait ;
- « Caviarder un article », c'est le censurer ; l'expression vient du noircissement du texte afin de le dissimuler ;
- « Il lui a donné un caviar », expression utilisée pour désigner une bonne passe conduisant à un but tout fait, en football notamment.

## Mention dans la littérature
« Un autre usage inconnu et moins éphémère me déplut davantage. De l'autre côté de mon assiette il y en avait une plus petite remplie d'une matière noirâtre que je ne savais pas être du caviar. J'étais ignorant de ce qu'il fallait en faire, mais résolu à n'en pas manger. »

— Marcel Proust, À l'ombre des jeunes filles en fleurs, Autour de Mme Swann.